# エスタディオ・デポルティーボ・カリ
エスタディオ・デポルティーボ・カリ（スペイン語: Estadio Deportivo Cali）は、コロンビア・バジェ・デル・カウカ県パルミラにあるサッカー専用スタジアム。2010年に開場し、デポルティーボ・カリがホームスタジアムとして使用している。

## 概要
エクアドルの建築家ホセ・ビセンテ・ビテーリ設計の下、2001年8月24日に新スタジアムの建設工事が着工した。総工費7,500万ドルを投じて2010年2月21日に竣工を迎えた。なお、スタジアムでの試合は2008年10月から試験的に実施されており、2008年11月にはコロンビア代表の国際Aマッチも行われている。
スタジアムはサンティアゴ・デ・カリとパルミラを直線上に結んだ中央部分に位置しており、周囲は田畑に囲まれている。東と西スタンドは屋根に覆われているが、北と南スタンドは屋根がない。2015年よりコンクリートの舗装のみだったスタンドに緑に塗装されたプラスチック製の座席を設置している。

## 開催された主な大会・試合
- 国際Aマッチ

| 日付           | チーム#1   | 結果 | チーム#2     | ラウンド |
| -------------- | ---------- | ---- | ------------ | -------- |
| 2008年11月19日 | コロンビア | 1-0  | ナイジェリア | 親善試合 |

## ギャラリー

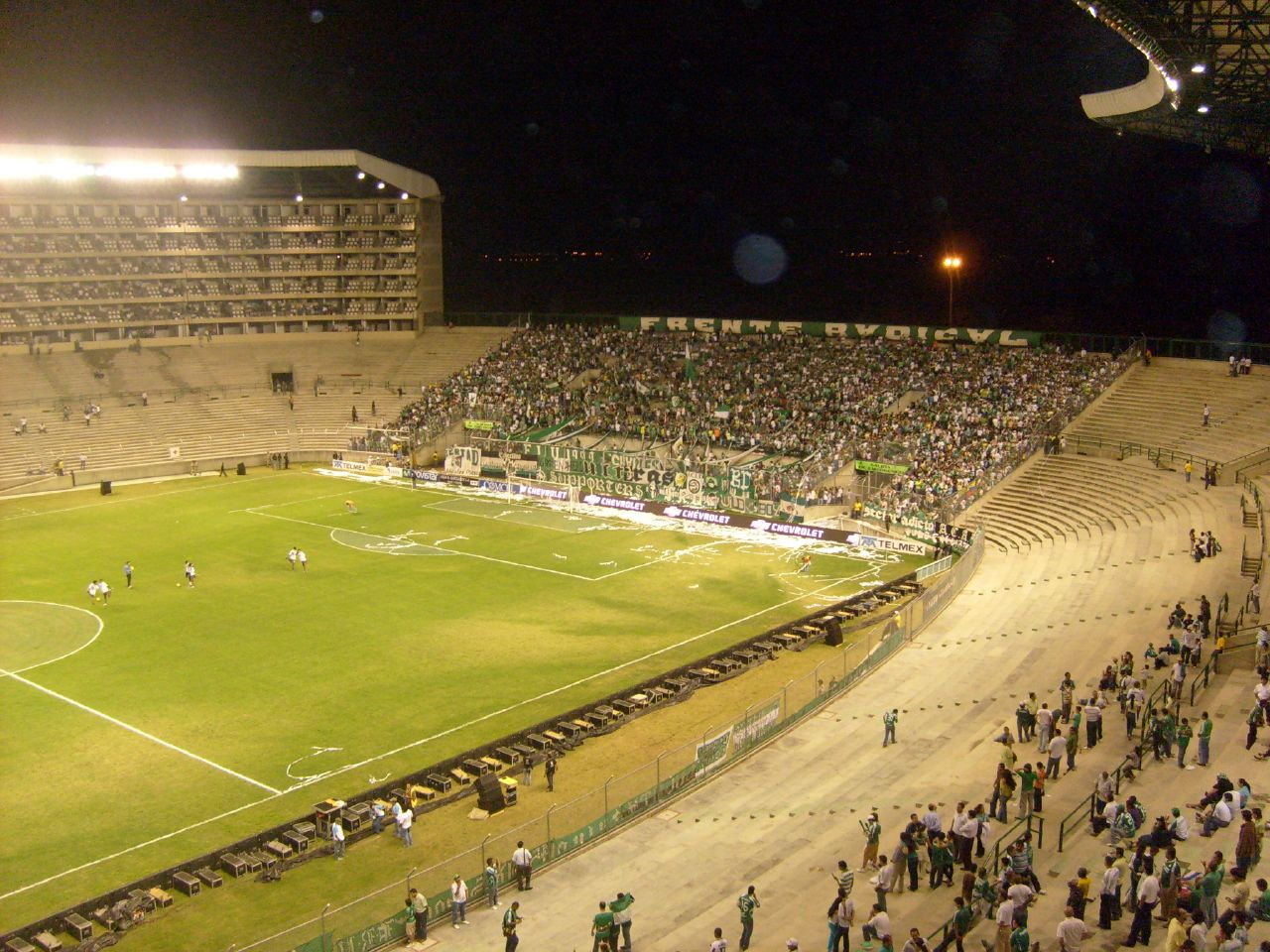
2008年の内観
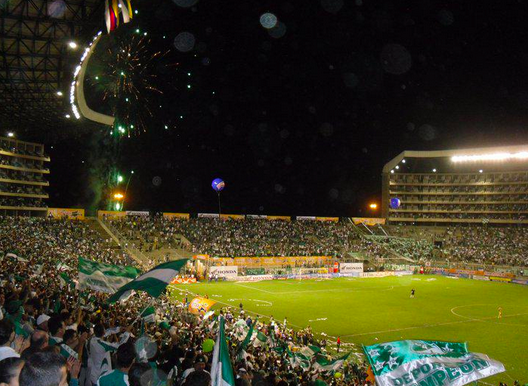
2010年の内観
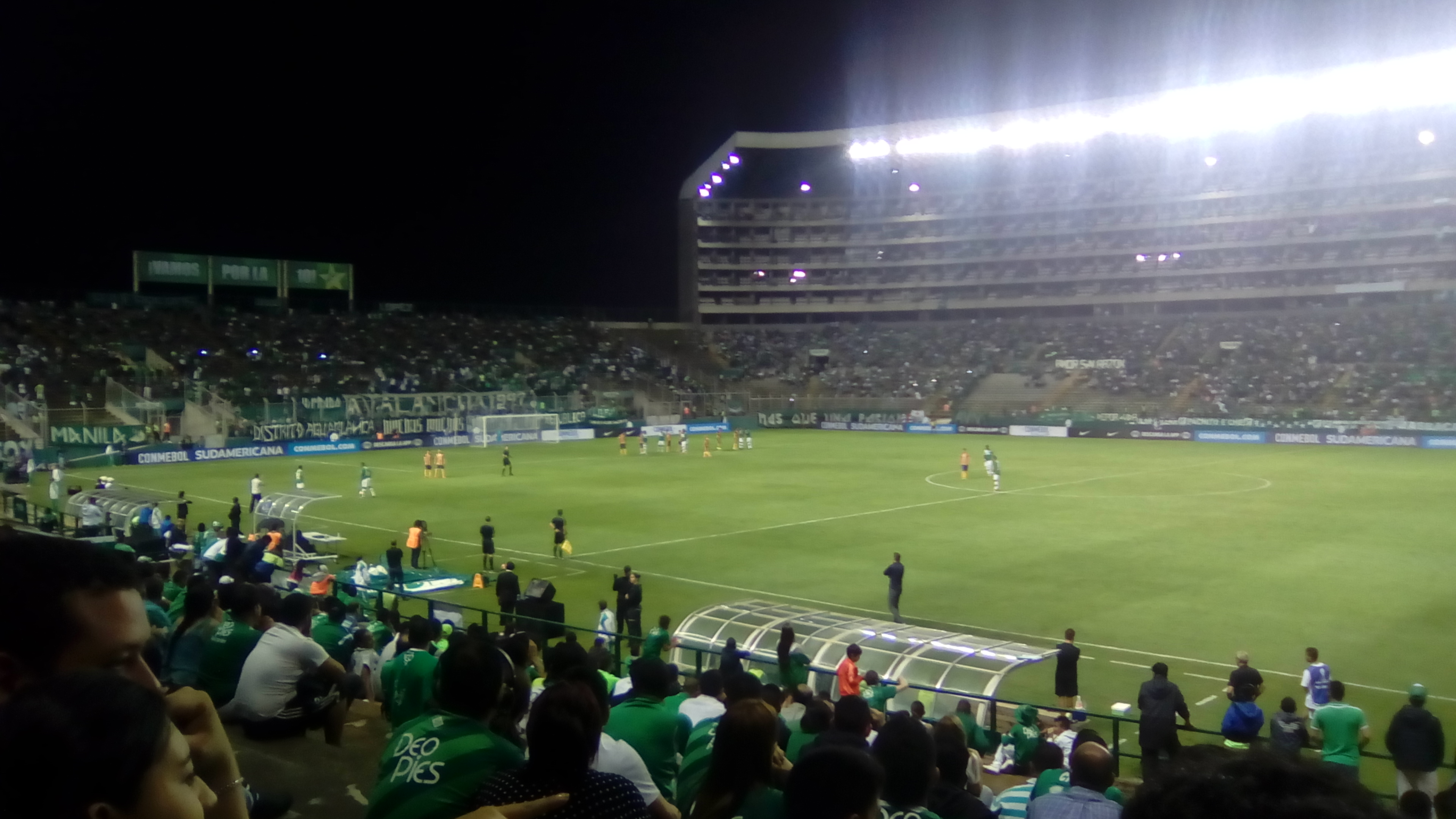
2017年の内観